# Énergie potentielle élastique
En physique, l’énergie potentielle élastique est l'énergie potentielle emmagasinée dans un corps à caractère élastique lorsque ce dernier est compressé ou étiré par rapport à sa position naturelle. Lorsque la force comprimant ou étirant le ressort cesse, le corps tend naturellement à retourner à sa position naturelle et transforme ainsi son énergie potentielle en énergie cinétique. Le caractère élastique d'un objet est remarquable par la capacité de celui-ci à rebondir ou encore à reprendre sa forme après déformation.

Le corps possède de l'énergie potentielle élastique lorsqu’il est comprimé ou étiré.

## Démonstration
L'énergie potentielle élastique, notée {\displaystyle E_{pe}} et exprimée en joules, dépend de x (allongement ou raccourcissement du ressort par rapport à la longueur au repos de celui-ci) en mètres et de la constante de rappel ou de raideur k du ressort, exprimée en newtons par mètre (N/m) selon la relation :
Supposons un repère {\displaystyle (O,{\vec {i}})} avec O représentant la position de l'extrémité du ressort au repos et {\displaystyle {\vec {i}}} dirigé suivant l'axe du ressort.
Alors une force élastique {\displaystyle {\vec {F}}} a une expression du type :
donnée par la loi de Hooke.
Alors, d'après la relation :
Donc, 
Ainsi, on en déduit par intégration la relation suivante :

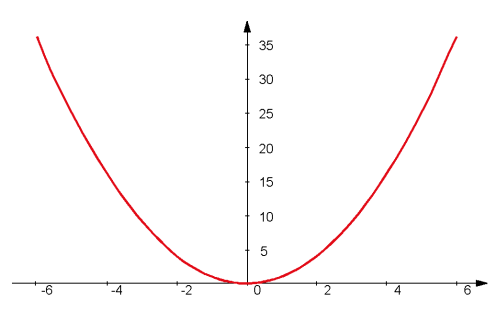
Énergie élastique en fonction de l'étirement ou de la contraction.

On peut faire un calcul similaire avec une rotation, au lieu d'une translation.

## Énergie potentielle élastique d'un ressort
À sa position naturelle, c'est-à-dire lorsqu'il n'est ni comprimé, ni étiré, l'énergie potentielle d'un ressort est nulle. Aussi, puisque la variation de position par rapport à sa position naturelle est élevée au carré dans la formule servant à déterminer son énergie potentielle, cette dernière prend toujours une valeur positive. L'énergie potentielle d'un ressort peut donc s'illustrer sous la forme d'une parabole positive fonction de x. Il est à noter que, pour que les relations mathématiques précédentes se confirment, le ressort doit être idéal, c'est-à-dire qu'il ne doit pas subir de déformation et ses spires ne doivent pas se toucher lors de l'étirement ou de la compression.

## Exemple

### Arc

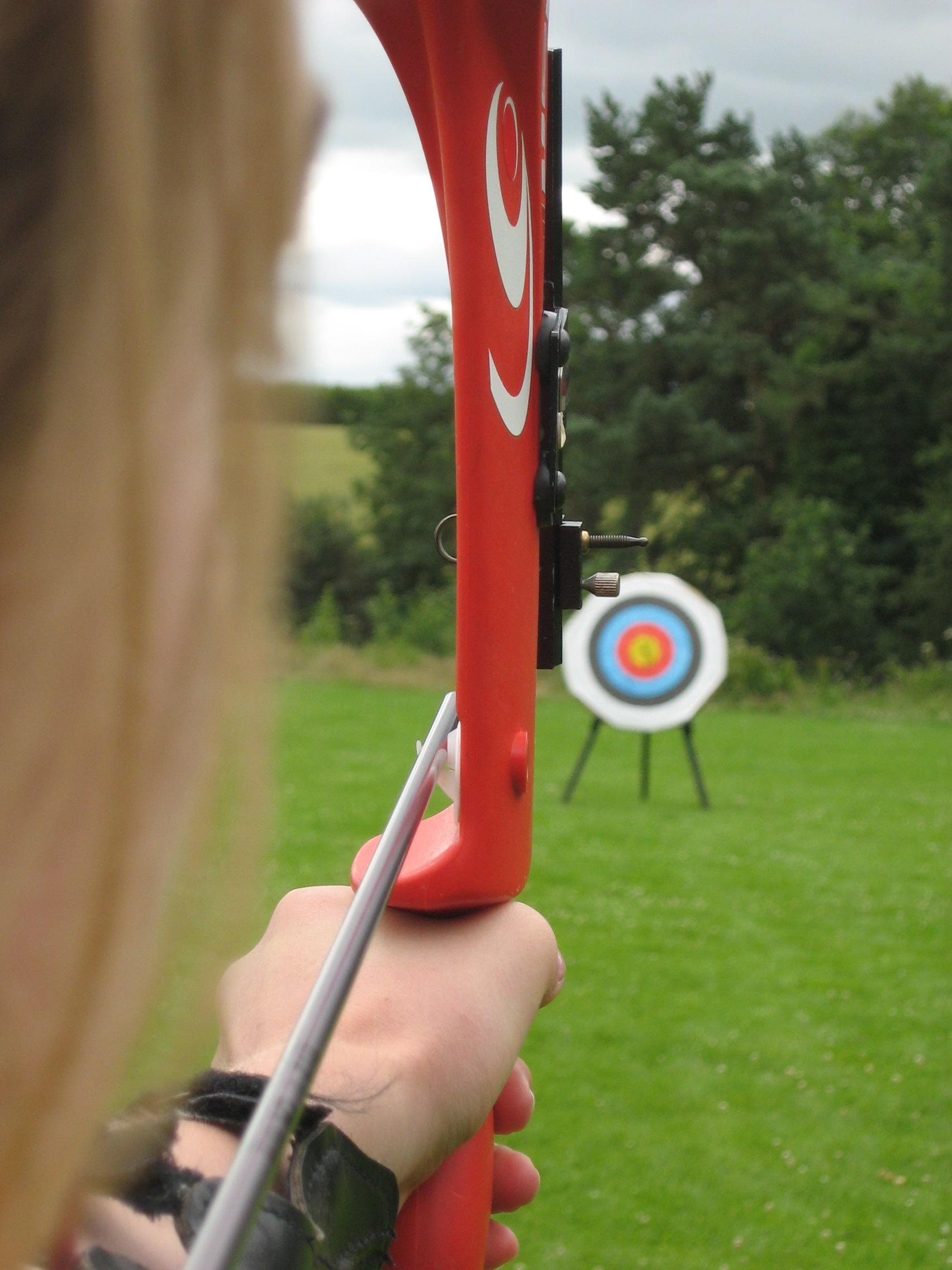
Pratique du tir à l'arc.

Le tir à l'arc est une application de l'énergie potentielle élastique. L'archer, en bandant son arc, fléchit les branches de l'arc ce qui a pour résultat d'y stocker de l'énergie potentielle élastique. Lorsqu'il lâche la corde, cette énergie emmagasinée dans les branches se transforme en énergie cinétique, partiellement transmise à la flèche par l'intermédiaire de la corde. La flèche acquiert ainsi une énergie cinétique importante, et, au vu de sa faible masse, acquiert donc une vitesse élevée et peut alors parcourir une distance importante.

### Slackline / jumpline

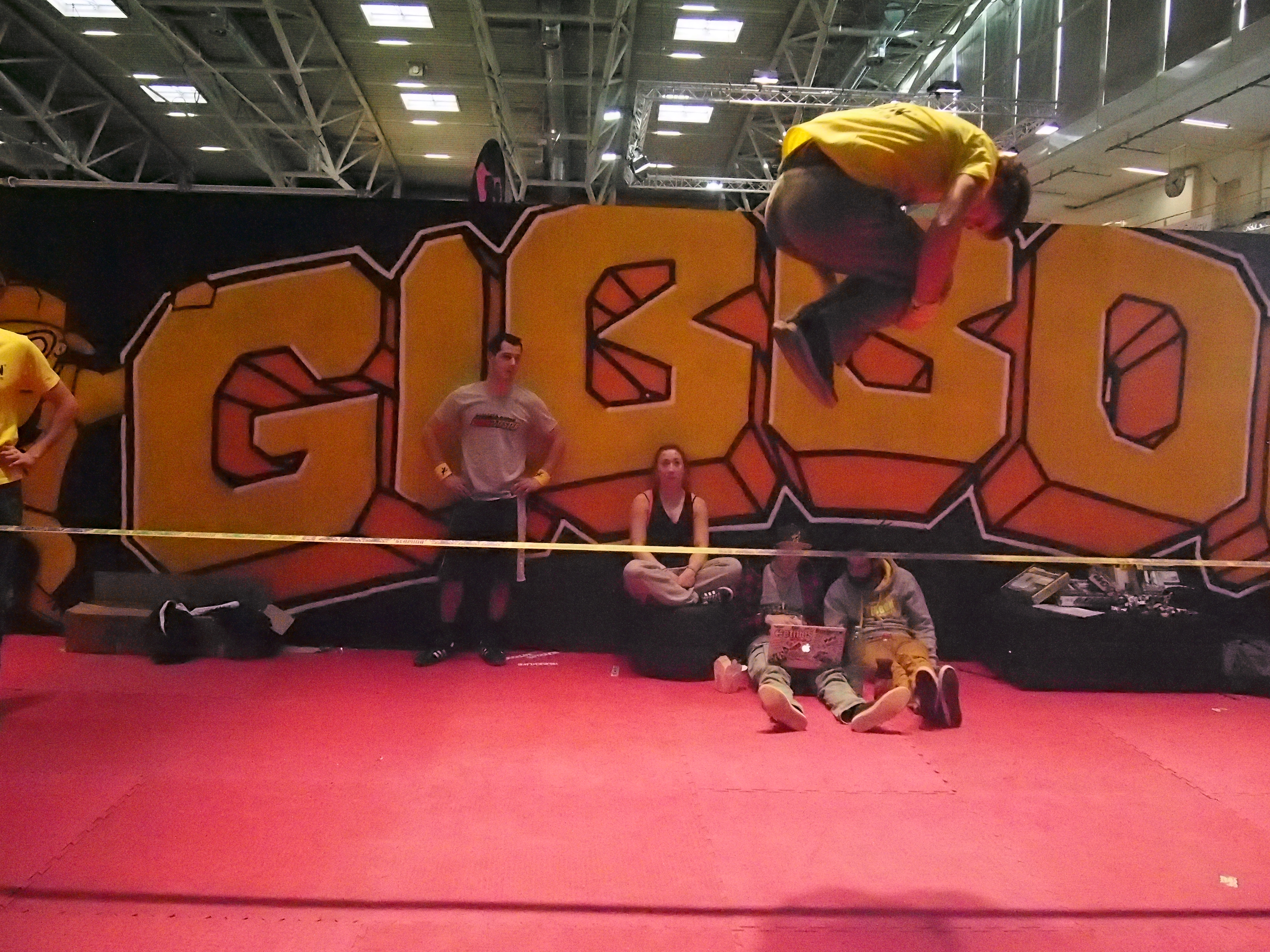
Une personne réalisant un backflip en jumpline.

La pratique de la jumpline consiste à se tenir debout sur une sangle tendue (slackline) et de « sautiller » dessus en synchronisation avec son balancement afin d'amplifier l'énergie présente dans le système et de sauter des plus en plus haut (comme pour le trampoline) pour ensuite exécuter de nombreuses figures. Le pratiquant « pèse » au début de tout son poids sur la sangle qui se tend et s'affaisse alors. Il initie ensuite un mouvement vertical en déplaçant ses membres afin de déplacer son centre de gravité.
Dans ce système, l'énergie change de nature et de milieu en alternance selon la séquence : énergie potentielle gravitationnelle du pratiquant — énergie cinétique lors des sauts du pratiquant — énergie potentielle élastique de la slackline.